# Idris denkis
Idris denkis är en stekelart som beskrevs av Mikhail Vasilievich Kozlov och Lê 1987. Idris denkis ingår i släktet Idris och familjen Scelionidae. Inga underarter finns listade i Catalogue of Life.